# Minagrion ribeiroi
Minagrion ribeiroi là một loài chuồn chuồn kim trong họ Coenagrionidae. Chúng được miêu tả khoa học năm 1962 bởi Santos.
Loài này được xếp vào nhóm Loài cực kỳ nguy cấp trong sách Đỏ của IUCN năm 2007.